# آلویس هیتلر (پسر)
آلویس هیتلر (پسر) (به آلمانی: Alois Hitler, Jr.) ، (۱۳ ژانویه، ۱۸۸۲ - ۲۰ مه، ۱۹۵۶)، پسر آلویس هیتلر و فرانزیسکا متزلبرگر و برادر ناتنی آدولف هیتلر.
او وقتی به دنیا آمد که پدرش همسر اول خود را به دلیل مرگ از دست داده بود.
آدولف هیتلر ظاهراً به دلیل کدورتی که از دوران کودکی از برادرش داشته است، هیچ نامی از وی در کتابش (نبرد من) نیاورده است. آن دو پس از به قدرت رسیدن هیتلر به ندرت با هم ملاقات داشته‌اند.